# Episodi di Mr. Pickles
Elenco degli episodi della serie televisiva animata Mr. Pickles.
La serie, composta da quattro stagioni, è stata trasmessa negli Stati Uniti, da Adult Swim. Preceduta da un episodio pilota andato in onda il 25 agosto 2013, la prima stagione, composta da 10 episodi, è stata trasmessa dal 21 settembre al 23 novembre 2014. La seconda stagione, composta da 10 episodi, è stata mandata in onda dal 17 aprile al 26 giugno 2016; mentre la terza stagione, composta anch'essa da 10 episodi, dal 25 febbraio al 25 marzo 2018. Un episodio finale che funge da quarta stagione è stato infine distribuito il 17 novembre 2019.
In Italia le prime due stagioni della serie sono state pubblicate su TIMvision. La prima stagione è stata distribuita il 14 settembre 2016, mentre la seconda il 6 dicembre 2016. La terza stagione è stata successivamente pubblicata su Prime Video il 1º gennaio 2022.
| nº               | Titolo originale            | Titolo italiano              | Prima TV USA      | Pubblicazione Italia |
| Episodio pilota  | Episodio pilota             | Episodio pilota              | Episodio pilota   | Episodio pilota      |
| ---------------- | --------------------------- | ---------------------------- | ----------------- | -------------------- |
| 1                | Pilot                       |                              | 25 agosto 2013    | inedito              |
| Prima stagione   |                             |                              |                   |                      |
| 1                | Tommy's Big Job             | Il lavoretto di Tommy        | 21 settembre 2014 | 14 settembre 2016    |
| 2                | Father's Day Pie            | Il ladro di torte            | 28 settembre 2014 | 14 settembre 2016    |
| 3                | Foul Ball                   | La partita di baseball       | 5 ottobre 2014    | 14 settembre 2016    |
| 4                | The Cheeseman               | L'uomo formaggio             | 12 ottobre 2014   | 14 settembre 2016    |
| 5                | Dead Man's Curve            | La curva dell'uomo morto     | 19 ottobre 2014   | 14 settembre 2016    |
| 6                | Loose Tooth                 | Le fatine dei denti          | 26 ottobre 2014   | 14 settembre 2016    |
| 7                | Grandpa's Night Out         | Il nonno si sposa            | 2 novembre 2014   | 14 settembre 2016    |
| 8                | Coma                        | Vita da cane                 | 9 novembre 2014   | 14 settembre 2016    |
| 9                | Where is Mr. Pickles?       | Mr. Pickles è stato rapito   | 16 novembre 2014  | 14 settembre 2016    |
| 10               | The Lair                    | La tana                      | 23 novembre 2014  | 14 settembre 2016    |
| Seconda stagione |                             |                              |                   |                      |
| 1                | Mental Asylum               | Ospedale psichiatrico        | 17 aprile 2016    | 6 dicembre 2016      |
| 2                | Cops and Robbers            | Guardie e ladri              | 24 aprile 2016    | 6 dicembre 2016      |
| 3                | Serial Killers              | I serial killer              | 1º maggio 2016    | 6 dicembre 2016      |
| 4                | Shövenpucker                | Tommy e il supereroe         | 8 maggio 2016     | 6 dicembre 2016      |
| 5                | Fish?                       | Pesce?                       | 15 maggio 2016    | 6 dicembre 2016      |
| 6                | A.D.D.                      | Detective astronauta delfino | 22 maggio 2016    | 6 dicembre 2016      |
| 7                | My Dear Boy                 | Mio caro ragazzo             | 29 maggio 2016    | 6 dicembre 2016      |
| 8                | Vegans                      | Vegani                       | 5 giugno 2016     | 6 dicembre 2016      |
| 9                | Talent Show                 | La sorpresa                  | 19 giugno 2016    | 6 dicembre 2016      |
| 10               | Season 2 Finale             | Finale tragico               | 26 giugno 2016    | 6 dicembre 2016      |
| Terza stagione   |                             |                              |                   |                      |
| 1                | Brain Download              | Recupero ricordi             | 25 febbraio 2018  | 1º gennaio 2022      |
| 2                | Momma's Boy                 | Cocco di mamma               | 25 febbraio 2018  | 1º gennaio 2022      |
| 3                | S.H.O.E.S.                  | S.C.A.R.P.E.                 | 4 marzo 2018      | 1º gennaio 2022      |
| 4                | Telemarketers Are the Devil | I venditori sono il male     | 4 marzo 2018      | 1º gennaio 2022      |
| 5                | Gorzoth                     | Sete di denaro               | 11 marzo 2018     | 1º gennaio 2022      |
| 6                | Tommy Goes to School        | Tommy va a scuola            | 11 marzo 2018     | 1º gennaio 2022      |
| 7                | Sheriffs                    | Sceriffi                     | 18 marzo 2018     | 1º gennaio 2022      |
| 8                | Bullies                     | La signora Goodman e i bulli | 18 marzo 2018     | 1º gennaio 2022      |
| 9                | Tommy's Cartoon             | Droghe e cartoni             | 25 marzo 2018     | 1º gennaio 2022      |
| 10               | Season 3 Finale             | Non è una baita per vecchi   | 25 marzo 2018     | 1º gennaio 2022      |
| Quarta stagione  |                             |                              |                   |                      |
| 1                | The Tree of Flesh           |                              | 17 novembre 2019  | inedito              |

## Pilot
- Titolo originale: Pilot
- Diretto da: Will Carsola
- Scritto da: Will Carsola e Dave Stewart

### Trama
Tommy e Mr. Pickles si uniscono agli scout per trovare l'asino uccello, mentre il nonno cerca di dimostrare che Mr. Pickles è responsabile della morte di un ballerino.

## Il lavoretto di Tommy
- Mr. Pickles mentre mutila e uccide alcune delle sue vittimeTitolo originale: Tommy's Big Job
- Diretto da: Will Carsola

Mr. Pickles mentre mutila e uccide alcune delle sue vittime

- Scritto da: Will Carsola, Dave Stewart e Sean Conroy

### Trama
Tommy si innamora di Suzie a prima vista e decide di dichiararsi. Suzie gli risponde che non lo prenderà in considerazione finché non troverà lavoro. Tommy si mette perciò alla ricerca di un impiego e cade nelle mani di un dottore senza scrupoli che, avendo perso gli occhiali, lo scambia per una femmina e gli inserisce delle protesi al seno.
- Guest star: John Ennis (Doc Walton, proprietario dello strip club), Lauren Weisman (Suzie, Lurlene).

## Il ladro di torte
- Titolo originale: Father's Day Pie
- Diretto da: Will Carsola
- Scritto da: Will Carsola, Dave Stewart e Sean Conroy

### Trama
È il giorno della festa del papà, ma il signor Goodman viene costretto ad andare al lavoro, dal suo capo sadico. Il bigfoot, intanto, ruba la torta di ciliegie per la festa del papà, ma Tommy e Mr. Pickles, dopo una serie di peripezie, riescono a recuperarla.
- Guest star: Frank Vincent (Jon Gabagooli), John Ennis (commesso del supermercato, blogger), Sean Conroy (Bigfoot, Don Gabagooli).

## La partita di baseball
- Titolo originale: Foul Ball
- Diretto da: Will Carsola
- Scritto da: Will Carsola, Dave Stewart e Sean Conroy

### Trama
Tommy va alla partita di baseball della squadra della sua città insieme al padre, al nonno e a Mister Pickles. La mamma di Tommy, intanto, viene invitata a partecipare a una festa ad alto tasso alcolico.
- Guest star: Lauren Weisman (Miss Fulton, donna, donna sexy), Sean Conroy (venditore di noccioline, giocatore di baseball, presentatore).

## L'uomo formaggio
- Titolo originale: The Cheeseman
- Diretto da: Will Carsola
- Scritto da: Will Carsola, Dave Stewart e Sean Conroy

### Trama
I Goodman vanno in campeggio in un bosco dove, secondo la leggenda, vive l'Uomo-Formaggio. Ma a uccidere tutti sarà Mr. Pickles, mentre l'Uomo-Formaggio si rivelerà abbastanza amichevole.
- Guest star: Brett Gelman (Uomo Formaggio), Christine Lakin (ragazza con gli occhiali, ragazza bionda) Colton Dunn (ricco snob, Darrel), John Ennis (Jock), Mike L. Mayfield (ragazzo nel flashback).

## La curva dell'uomo morto
- Titolo originale: Dead Man's Curve
- Diretto da: Will Carsola
- Scritto da: Will Carsola, Dave Stewart e Sean Conroy

### Trama
Tommy si prepara a partecipare alla corsa dei carretti, ma durante un allenamento finisce fuori dalla curva dell'uomo morto. Scopre così che Bello Kid, finito fuori strada settant'anni prima, è ancora vivo.
- Guest star: Amy Sedaris (Sally), Mark Rivers (Kip, Bello Kid, muratore), Tracy Morgan (Donnie "Skids" McGilton).

## Le fatine dei denti
- Titolo originale: Loose Tooth
- Diretto da: Will Carsola
- Scritto da: Will Carsola, Dave Stewart e Sean Conroy

### Trama
Tommy ha un dente che balla e le prova tutte per perderlo del tutto. Alla fine ci riuscirà grazie alla caramella che gli viene data da alcuni pedofili, sgominati poi da Mr. Pickles. Intanto Linda si esalta per il nuovo spremifrutta dei Goodman.
- Guest star: Sean Conroy (Mr. Holton).

## Il nonno si sposa
- Titolo originale: Grandpa's Night Out
- Diretto da: Will Carsola
- Scritto da: Will Carsola, Dave Stewart e Sean Conroy

### Trama
Il nonno di Tommy passa una serata fuori con Mr. Pickles e il mattino dopo scopre di essersi sposato con Linda. L'uomo cercherà per questo di ottenere il divorzio, rivolgendosi a Ron Bolton. Ma alla fine sarà Linda a lasciarlo e Ron Bolton verrà arrestato.
- Guest star. Sean Conroy (uomo nefasto, Mamma).
- Ascolti USA: telespettatori 1.229.000.[5]

## Vita da cane
- Titolo originale: Coma
- Diretto da: Will Carsola
- Scritto da: Will Carsola, Dave Stewart e Sean Conroy

### Trama
Il signor Goodman riceve una botta in testa ed entra in coma. Mentre è privo di conoscenza, sogna di scambiare la sua identità con quella di Mr. Pickles. Alla fine però scoprirà che preferisce essere un padre piuttosto che un cane.
- Guest star: Andrew Daly (dottore, guidatore), John Waters (Dr. Kelton).
- Ascolti USA: telespettatori 1.172.000[6]

## Mr. Pickles è stato rapito
- Titolo originale: Where is Mr. Pickles?
- Diretto da: Will Carsola
- Scritto da: Will Carsola, Dave Stewart e Sean Conroy

### Trama
Il proprietario di alcuni cavalli da corsa assolda quattro cacciatori di taglie per uccidere Mr. Pickles, che si accoppia da qualche mese con i suoi animali. Ma alla fine sarà il cane ad avere la meglio su tutti.
- Guest star: Iggy Pop (Texas Red), Joey Lauren Adams (ragazza), LaTonya Holmes (Sonya), Sean Conroy (Boris, Mamma).
- Ascolti USA: telespettatori 1.206.000[7]

## La tana
- Titolo originale: The Lair
- Diretto da: Will Carsola
- Scritto da: Will Carsola, Dave Stewart e Sean Conroy

### Trama
Il nonno entra nella cuccia di Mr. Pickles, scopre un covo sotterraneo pieno di ogni mostruosità e lo riprende con una videocamera. Ma all'arrivo dello Sceriffo, si scopre che Mr. Pickles ha sostituito il video con uno in cui balla il tip tap.
- Guest star: Dave Foley (scienziato), John Ennis (Doc Walton), Mike L. Mayfield.
- Ascolti USA: telespettatori 1.327.000[8]

## Ospedale psichiatrico
- Titolo originale: Mental Asylum
- Diretto da: Will Carsola
- Scritto da: Will Carsola, Dave Stewart e Sean Conroy

### Trama
Mr. Pickles, dopo averlo ucciso, si finge il sindaco, utilizzando il suo cadavere come travestimento, e tenta di far uscire il nonno dall'ospedale psichiatrico.
- Guest star: John Ennis (capitano spaziale, sindaco), Michelle León (capo dello staff, Lexie).
- Ascolti USA: telespettatori 930.000[9]

## Guardie e ladri
- Titolo originale: Cops and Robbers
- Diretto da: Will Carsola
- Scritto da: Will Carsola, Dave Stewart e Sean Conroy

### Trama
Tommy viene coinvolto in vari crimini da un criminale nano.
- Guest star: Pamela Adlon (Mary).
- Ascolti USA: telespettatori 1.099.000[10]

## I serial killer
- Titolo originale: Serial Killers
- Diretto da: Will Carsola
- Scritto da: Will Carsola, Dave Stewart e Sean Conroy

### Trama
Alcuni serial killer, tra cui il Cannibale, fuggono dal pullman del carcere su cui stavano venendo trasferiti e toccherà a Mr. Pickles ricatturali e poi ucciderli.
- Guest star: Robert Frenay (Ronnie stupra e ammazza), Sean Conroy (Francis, guardia), Vivica A. Fox (Veleno).
- Ascolti USA: telespettatori 1.020.000[11]

## Tommy e il supereroe
- Titolo originale: Shövenpucker
- Diretto da: Will Carsola
- Scritto da: Will Carsola, Dave Stewart e Sean Conroy

### Trama
Quando un ladro di metalli ruba le protesi di Tommy, il bambino decide di chiedere aiuto a Superhero Guy, un supereroe in pensione, ritiratosi a causa della sua tossicodipendenza da Shövenpucker.
- Guest star: Bob Bergen (Crime Man), Tom Kenny (Sidekick Boy).
- Ascolti USA: telespettatori 968.000[12]

## Pesce?
- Titolo originale: Fish?
- Diretto da: Will Carsola
- Scritto da: Will Carsola, Dave Stewart e Sean Conroy

### Trama
Mr. Bojenkins vuole rivelare le reali intenzioni di una ragazza che mostra un particolare interesse romantico per lo Sceriffo.
- Guest star: Carrie Keranen (Lisa), Frank Vincent (Jon Gabagooli), Lauren Weisman (Vivica), Sean Conroy (Mamma).
- Ascolti USA: telespettatori 942.000[13]

## Detective astronauta delfino
- Titolo originale: A.D.D.
- Diretto da: Will Carsola
- Scritto da: Will Carsola, Dave Stewart e Sean Conroy

### Trama
L'episodio di Mr. Pickles in questione racconta le vicende che accadono in una puntata della serie Detective Astronauta Delfino. In questo episodio il Detective Astronauta Delfino indaga su un malvagio gambero che vuole tagliare a metà il Sole.
- Guest star: Brett Gelman (Uomo Formaggio), John Ennis (capitano spaziale), Sean Conroy (Roberts).
- Ascolti USA: telespettatori 1.067.000[14]

## Mio caro ragazzo
- Titolo originale: My Dear Boy
- Diretto da: Will Carsola
- Scritto da: Will Carsola, Dave Stewart e Sean Conroy

### Trama
Vito Pizzarelli affida suo figlio, metà cervo e metà bigfoot, alle cure di Tommy, il quale deve riuscire a tenerlo sotto controllo con l'aiuto di Mr. Pickles.
- Guest star: Sean Conroy (Bigfoot).
- Ascolti USA: telespettatori 1.010.000[15]

## Vegani
- Titolo originale: Vegans
- Diretto da: Will Carsola
- Scritto da: Will Carsola, Dave Stewart e Sean Conroy

### Trama
Beverly viene invitata a far parte di una controversa setta di vegani e toccherà a Mr. Pickles salvarla, a insaputa della donna.
- Guest star: Elaine Hendrix (Lorena), Julia Prescott (cameriera), Laban Pheidias (guardia di sicurezza), Rob Zombie (leader vegano), Steve-O (fattorino delle pizze), "Weird Al" Yankovic (membro dei vegani).
- Ascolti USA: telespettatori 771.000[16]

## La sorpresa
- Titolo originale: Talent Show
- Diretto da: Will Carsola
- Scritto da: Will Carsola, Dave Stewart e Sean Conroy

### Trama
Per trovare l'ispirazione a scrivere nuove barzellette da presentare al talent show della città, Tommy fa la conoscenza di una donna che ha la faccia nel fondoschiena.
- Guest star: Candi Milo (Phyllis), Mike L. Mayfield (ragazzo metal).
- Ascolti USA: telespettatori 998.000[17]

## Finale tragico
- Titolo originale: Season 2 Finale
- Diretto da: Will Carsola
- Scritto da: Will Carsola, Dave Stewart e Sean Conroy

### Trama
Per scoprire cosa sia una strana moneta trovata in giardino, il nonno verrà a conoscenza di alcuni segreti di Mr. Pickles, tra cui l'identità di Steve: l'aiutante di Mr. Pickles, infatti, non è altri che la sua defunta moglie Agnes.
- Guest star: Barbara Goodson (signora), Christine Lakin (Jessica), Jacob Young (uomo misterioso).
- Ascolti USA: telespettatori 930.000[18]

## Recupero ricordi
- Titolo originale: Brain Download
- Diretto da: Will Carsola
- Scritto da: Will Carsola, Dave Stewart e Sean Conroy

### Trama
Dopo il cliffhanger della seconda stagione, il nonno si affretta a tornare a casa per rivelare alla sua famiglia che Agnes è ancora viva, ma sfortunatamente Agnes arriva prima di lui. A casa, Agnes si fa diagnosticare da un medico, il quale afferma che lei ha un'amnesia e che deve recuperare i ricordi. Tommy ha l'idea di andare in città, così che Agnes ricordi il passato e dove è stata per tutto questo tempo. Questo fa spaventare Mr. Pickles, il quale spinge Agnes a cancellare di nuovo i ricordi.
- Guest star: Barbara Goodson (Agnes Gobbleblobber).
- Ascolti USA: telespettatori 671.000[19]

## Cocco di mamma
- Titolo originale: Momma's Boy
- Diretto da: Will Carsola
- Scritto da: Will Carsola, Dave Stewart e Sean Conroy

### Trama
Mr. Bojenkins cerca di insegnare allo sceriffo come essere un uomo invece di essere il cocco di mamma. Mr. Bojenkins gli dice che, per essere un uomo, dovrà bere, combattere e relazionarsi con una donna. Le cose peggiorano quando i due sono bloccati in mezzo al bosco e lo sceriffo cerca di farsi strada con un branco di lupi.
- Guest star: Sean Conroy (Mamma), Alex Désert (Mr. Bojenkins), Emily Eiden (ragazza goth).
- Ascolti USA: telespettatori 627.000[19]

## S.C.A.R.P.E.
- Titolo originale: S.H.O.E.S.
- Diretto da: Will Carsola
- Scritto da: Will Carsola, Dave Stewart e Sean Conroy

### Trama
Tommy trova degli stivali robotici con cui fa rapidamente amicizia. Più tardi, Tommy scopre che S.C.A.R.P.E., il vero nome degli stivali robotici, sono un'arma militare e vengono portate via da alcuni agenti del governo. Questo spinge Tommy a cercare di salvare gli stivali con l'aiuto di Mr. Pickles.
- Guest star: Sean Conroy (Big Foot), John Ennis (capitano spaziale), Andy Richter, Henry Rollins (agente del governo), Trevor Shand.
- Ascolti USA: telespettatori 691.000[20]

## I venditori sono il male
- Titolo originale: Telemarketers Are the Devil
- Diretto da: Will Carsola
- Scritto da: Will Carsola, Dave Stewart e Sean Conroy

### Trama
L'intero ufficio di Stanley viene preso di mira da un malvagio contadino di nome Montgomery. Il contadino li costringe a lavorare nei suoi campi per vendicare la morte di suo padre per colpa del telemarketing. Stanley fugge dalla fattoria e riesce a salvare i suoi colleghi di lavoro.
- Guest star: Stephen Root (proprietario della piantagione).
- Ascolti USA: telespettatori 617.000[20]

## Sete di denaro
- Titolo originale: Gorzoth
- Diretto da: Will Carsola
- Scritto da: Will Carsola, Dave Stewart e Sean Conroy

### Trama
Dopo anni di ricerche, un avventuriero riesce a trovare finalmente il covo di Gorzoth, una caverna che racchiude al suo interno una testa incrostata interamente di gioielli d'oro. Distratto dal sorvegliatore del covo, che nel frattempo cerca di vendergli un souvenir, l'avventuriero fa cadere per terra il tesoro appena trovato, il quale rotola fino a cadere giù dalla montagna, dentro il bidone della spazzatura di Linda. Linda prende il tesoro e decide di venderlo alla famiglia Goodman. Insospettito da Mr. Pickles, il nonno decide di comprarlo e Tommy, credendo che sia una palla, comincia a giocarci. Nel frattempo Linda e Beverly decidono di divertirsi insieme andando a fare shopping, ma vengono attaccati da una folla di senzatetto.
- Guest star: Alex Désert (Mr. Bojenkins).
- Ascolti USA: telespettatori 879.000[21]

## Tommy va a scuola
- Titolo originale: Tommy Goes to School
- Diretto da: Will Carsola
- Scritto da: Will Carsola, Dave Stewart e Sean Conroy

### Trama
Tommy va a scuola per la prima volta e ha difficoltà a farsi strada poiché è considerato in fondo alla piramide sociale. Nel frattempo il preside della scuola, il signor Garcia, è minacciato dal suo ex capo mafioso di picchiare lo sceriffo.
- Guest star: Sean Conroy (Mamma), Alex Désert (Mr. Bojenkins), Jason Hightower, Michelle León (Matilda), Mike L. Mayfield, Lauren Weisman (Suzie), Emily Eiden.
- Ascolti USA: telespettatori 766.000[21]

## Sceriffi
- Titolo originale: Sheriffs
- Diretto da: Will Carsola
- Scritto da: Will Carsola, Dave Stewart e Sean Conroy

### Trama
Lo sceriffo recita nella sua serie Sheriffs (una parodia di Cops) e ha difficoltà a cercare di radunare i diversi criminali che si scatenano a Old Town. Inoltre è il compleanno di sua madre e vuole comprarle un regalo che superi quello di sua sorella Cindy.
- Guest star: Alex Désert (Mr. Bojenkins), Michelle León, Sean Conroy (Mamma).
- Ascolti USA: telespettatori 831.000[22]

## La signora Goodman e i bulli
- Titolo originale: Bullies
- Diretto da: Will Carsola
- Scritto da: Will Carsola, Dave Stewart e Sean Conroy

### Trama
Dopo che Tommy viene picchiato un'altra volta dai fratelli Blorpton, Beverly decide di affrontare i loro genitori. Nel frattempo i bambini vengono rapiti da una violenta banda di motociclisti e Beverly cerca di salvarli.
- Ascolti USA: telespettatori 790.000[22]

## Droghe e cartoni
- Titolo originale: Tommy's Cartoon
- Diretto da: Will Carsola
- Scritto da: Will Carsola, Dave Stewart e Sean Conroy

### Trama
Tommy decide di creare e produrre un proprio cartone animato mirato a insegnare perché le droghe fanno male. Questo fine fa sì che il popolare cartone Detective Astronauta Delfino venga cancellato e il creatore cerca di diffondere il messaggio di fare uso di droghe con i compagni di classe di Tommy.
- Guest star: John Ennis (capitano spaziale), Jason Hightower, Mike L. Mayfield, Trevor Moore, Johnny Ryan.
- Ascolti USA: telespettatori 770.000[23]

## Non è una baita per vecchi
- Titolo originale: Season 3 Finale
- Diretto da: Will Carsola
- Scritto da: Will Carsola, Dave Stewart e Sean Conroy

### Trama
Tormentato da Mr. Pickles, il nonno decide di trasferirsi in montagna. Il cane lo segue tuttavia con suo grande stupore, scopre che il nonno l'aveva pianificato e che ha scelto un luogo appartato per poterlo uccidere. Mr. Pickles, parlando tramite un altoparlante, sfugge alle prese del nonno e per vendetta riesce a incastrarlo per omicidio. Tuttavia prima che lo sceriffo possa portarlo in prigione, il nonno fa sbandare l'auto dal fianco della montagna e si schiantano nel bosco. Quando lo sceriffo riprende conoscenza, scopre presto che il nonno è scomparso e nota una scia di impronte che si dirigono nella foresta innevata della valle, mentre la serie viene interrotta in un altro cliffhanger senza risposta.
- Ascolti USA: telespettatori 770.000[23]

## The Tree of Flesh
- Titolo originale: The Tree of Flesh
- Diretto da: Tom Riffel
- Scritto da: Jacob Young, Anne Gregory, Joseph Heslinga, Robert Frenay, Gerald Grisette e James Callahan.

### Trama
Dopo che Mr. Pickles ha incastrato il nonno per omicidio, lo sceriffo scopre dove si trova il nonno e si dirige fuori dal paese per rintracciarlo. Tuttavia, il nonno prende la pistola dello sceriffo e lo costringe a portarlo nell'isola ancestrale di Mr. Pickles, dove si uniscono ad uno degli ex seguaci del cane. Sebbene Mr. Pickles sembri superare in astuzia il nonno, il cane finisce per essere ucciso. Mentre il nonno festeggia la vittoria, viene attaccato dal figlio di Mr. Pickles appena partorito.
- Ascolti USA: telespettatori 660.000[24]